# Women’s National Basketball Association

Miasta w których występują drużyny WNBA

Women’s National Basketball Association (WNBA) – organizacja kierująca profesjonalną ligą koszykówki kobiet w Stanach Zjednoczonych. Utworzona w 1996 roku na wzór NBA, rozpoczęła rozgrywki w 1997.
WNBA gra latem, gdy sezon NBA się już skończył. Większość zespołów gra w tym samym mieście, gdzie jego męski pierwowzór z NBA.
W lidze występowały Polki: Małgorzata Dydek, Krystyna Szymańska-Lara, Agnieszka Bibrzycka, Ewelina Kobryn.

## Reguły
Reguły są takie jak w NBA, z niewielu godnymi uwagi wyjątkami:
- Gra trwa cztery razy po 10 minut (NBA – 4x12 min., TBL – 4x10 min.)
- Czas na wyprowadzenie jednej akcji to 24 sekundy (NBA i TBL – 24 sekundy)
- Linia rzutów za 3 punkty mieści się 22 stopy i 1,75 cala od środka obręczy[1] (6,75 m)
- Piłka ma minimum 28,5 cali (72,4 cm) w obwodzie (o cal (2,54 cm) mniejsza niż w NBA). Ten rozmiar jest używany w całej seniorskiej kobiecej koszykówce na świecie.

## Zespoły

### Eastern Conference
- Atlanta Dream
- Chicago Sky
- Connecticut Sun (na początku jako Orlando Miracle)
- Indiana Fever
- New York Liberty
- Washington Mystics

### Western Conference
- Dallas Wings (na początku jako Detroit Shock, później Tulsa Shock)
- Golden State Valkyries
- Los Angeles Sparks
- Minnesota Lynx
- Phoenix Mercury
- Las Vegas Aces (na początku jako Utah Starzz, później San Antonio Silver Stars, San Antonio Stars)
- Seattle Storm

### Przyszłe zespoły
- Portland 2026-
- Toronto Tempo 2026-

### Nieistniejące zespoły
- Charlotte Sting 1997-2006
- Cleveland Rockers 1997-2003
- Detroit Shock 1998-2009
- Houston Comets 1997-2008
- Miami Sol 2000-2002
- Orlando Miracle 1999-2002
- Portland Fire 2000-2002
- Sacramento Monarchs 1997-2009
- Utah Starzz 1997-2002

## Finały WNBA
| Sezon | Zwycięzca           | Wyniki | Finalista                |
| ----- | ------------------- | ------ | ------------------------ |
| 1997  | Houston Comets      | 1–0    | New York Liberty         |
| 1998  | Houston Comets      | 2–1    | Phoenix Mercury          |
| 1999  | Houston Comets      | 2–1    | New York Liberty         |
| 2000  | Houston Comets      | 2–0    | New York Liberty         |
| 2001  | Los Angeles Sparks  | 2–0    | Charlotte Sting          |
| 2002  | Los Angeles Sparks  | 2–0    | New York Liberty         |
| 2003  | Detroit Shock       | 2–1    | Los Angeles Sparks       |
| 2004  | Seattle Storm       | 2–1    | Connecticut Sun          |
| 2005  | Sacramento Monarchs | 3–1    | Connecticut Sun          |
| 2006  | Detroit Shock       | 3–2    | Sacramento Monarchs      |
| 2007  | Phoenix Mercury     | 3–2    | Detroit Shock            |
| 2008  | Detroit Shock       | 3–0    | San Antonio Silver Stars |
| 2009  | Phoenix Mercury     | 3–2    | Indiana Fever            |
| 2010  | Seattle Storm       | 3–0    | Atlanta Dream            |
| 2011  | Minnesota Lynx      | 3–0    | Atlanta Dream            |
| 2012  | Indiana Fever       | 3–1    | Minnesota Lynx           |
| 2013  | Minnesota Lynx      | 3–0    | Atlanta Dream            |
| 2014  | Phoenix Mercury     | 3–0    | Chicago Sky              |
| 2015  | Minnesota Lynx      | 3-2    | Indiana Fever            |
| 2016  | Los Angeles Sparks  | 3-2    | Minnesota Lynx           |
| 2017  | Minnesota Lynx      | 3-2    | Los Angeles Sparks       |
| 2018  | Seattle Storm       | 3-0    | Washington Mystics       |
| 2019  | Washington Mystics  | 3-2    | Connecticut Sun          |
| 2020  | Seattle Storm       | 3-0    | Las Vegas Aces           |
| 2021  | Chicago Sky         | 3-1    | Phoenix Mercury          |
| 2022  | Las Vegas Aces      | 3-1    | Connecticut Sun          |
| 2023  | Las Vegas Aces      | 3-1    | New York Liberty         |
| 2024  | New York Liberty    | 3-2    | Minnesota Lynx           |

## Drużyny mistrzowskie
| Drużyna             | Mistrzostwa | Rok                    |
| ------------------- | ----------- | ---------------------- |
| Houston Comets      | 4           | 1997, 1998, 1999, 2000 |
| Minnesota Lynx      | 4           | 2011, 2013, 2015, 2017 |
| Seattle Storm       | 4           | 2004, 2010, 2018, 2020 |
| Detroit Shock       | 3           | 2003, 2006, 2008       |
| Phoenix Mercury     | 3           | 2007, 2009, 2014       |
| Los Angeles Sparks  | 3           | 2001, 2002, 2016       |
| Las Vegas Aces      | 2           | 2022, 2023             |
| Chicago Sky         | 1           | 2021                   |
| Indiana Fever       | 1           | 2012                   |
| New York Liberty    | 1           | 2024                   |
| Sacramento Monarchs | 1           | 2005                   |
| Washington Mystics  | 1           | 2019                   |

## Najlepsze zawodniczki w historii ligi
W 2011 roku, podczas obchodów 15-lecia ligi, dokonano wyboru 15 najlepszych zawodniczek w historii rozgrywek (Top 15 Players of All Time). Na liście znalazły się:
- Sue Bird (Seattle Storm)
- Tamika Catchings (Indiana Fever)
- Cynthia Cooper (Houston Comets)
- Yolanda Griffith (Sacramento Monarchs, Seattle Storm, Indiana Fever)
- Becky Hammon (New York Liberty, San Antonio Silver Stars)
- Lauren Jackson (Seattle Storm)
- Lisa Leslie (Los Angeles Sparks)
- Ticha Penicheiro (Sacramento Monarchs, Los Angeles Sparks)
- Cappie Pondexter (Phoenix Mercury, New York Liberty)
- Katie Smith (Minnesota Lynx, Detroit Shock, Washington Mystics, Seattle Storm)
- Dawn Staley (Charlotte Sting, Houston Comets)
- Sheryl Swoopes (Houston Comets, Seattle Storm, Tulsa Shock)
- Diana Taurasi (Phoenix Mercury)
- Tina Thompson (Houston Comets, Los Angeles Sparks)
- Teresa Weatherspoon (New York Liberty, Los Angeles Sparks)

Poza 13 Amerykankami na liście są Portugalka Penicheiro i Australijka Jackson. Hammon jest Amerykanką reprezentującą Rosję.